# Ecsedy Kálmán
Borosjenői Ecsedy Kálmán (Szamosbecs-Csenger, 1843. október 13. (keresztelés) – Nagykálló, 1882. november 28.) földbirtokos, költő, színész, népszínműíró.

## Élete
Ecsedy Lajos és bilkei Lipcsey Ottilia fiaként született. Egy időben színészként is működött. A csárda romjai című eredeti népszínművét (dalokkal és néptánccal 3 felvonásban) előadták először 1877. november 9-én a budapesti Népszínházban. (Ismerteti: Ellenőr 477. sz.) Felesége Sipos Lujza színésznő volt.